# Castle Hill (bergstopp)
Castle Hill är en bergstopp i Kenya.   Den ligger i länet Kirinyaga, i den centrala delen av landet, 130 km norr om huvudstaden Nairobi. Toppen på Castle Hill är 4 273 meter över havet.
Terrängen runt Castle Hill är bergig åt sydväst, men åt nordost är den kuperad.  Trakten runt Castle Hill är nära nog obefolkad, med mindre än två invånare per kvadratkilometer. Det finns inga samhällen i närheten. Trakten runt Castle Hill består i huvudsak av gräsmarker.